# متیو شپارد
متیو وین شپارد (به انگلیسی: Matthew Shepard) آمریکایی دانشجوی ۲۱ ساله در دانشگاه وایومینگ بود که در اکتبر ۱۹۹۸ در وایومینگ مورد شکنجه و آزار قرار گرفت و به قتل رسید. او شب ۶ اکتبر مورد حمله واقع شد و در ۱۲ اکتبر به علت جراحات شدید وارده به سر در بیمارستانی در فورت کولینز درگذشت.
در جریان محاکمه عاملان قتل وی مشخص شد که وی به علت همجنسگرا بودن مورد حمله واقع شده‌است. قتل او توجهات جهانی و ملی را نسبت به معضل جرائم ازروی نفرت جلب کرد. مادر او پس از مرگ او به یکی از مدافعان حقوق همجنسگرایان تبدیل گشت و بنیادی را به نام او بنا نهاد.